# エルディン・ヤクポヴィッチ
エルディン・ヤクポヴィッチ（Eldin Jakupović 、1984年10月2日 - ）は、ユーゴスラビア（現ボスニア・ヘルツェゴビナ）・プリイェドル出身のサッカー選手。元スイス代表。ポジションは、ゴールキーパー。

## 経歴
旧ユーゴスラビア（現ボスニア・ヘルツェゴビナ）のプリイェドルで生まれ、ボスニア・ヘルツェゴビナ紛争から逃れるために幼少期にスイスに移住。グラスホッパー・クラブ・チューリッヒでプロキャリアをスタートした。
2006年3月、FCトゥーンからFCロコモティフ・モスクワに移籍。2シーズン古巣にレンタルされた後、2009-10シーズンに復帰したが、外国人枠の関係で登録を抹消された。12月にトッテナム・ホットスパーFCのトライアルに参加し高評価を得るも結局契約には至らず、最終的にロコモティフとの契約を解除し退団した。
ロコモティフ退団後はギリシャのクラブでプレー。
2012年7月9日、3月にトライアルを受けていたハル・シティAFCと2年契約を結んだ。
2017年7月19日、ハル・シティがチャンピオンシップ（2部）に降格したためレスター・シティFCに移籍。
2022年9月13日、エヴァートンFCと短期契約を結んだ。
2023年1月9日、ロサンゼルスFCに移籍した。

## 代表歴
ヤクポヴィッチはその出自からボスニア・ヘルツェゴビナ代表とスイス代表のどちらかを選択することが出来た。
2005年8月、ベルギーとリトアニアとの試合を控えるボスニア・ヘルツェゴビナ代表に招集されたが、出場はしなかった。2007年3月にも再び招集されたが、やはり出場機会はなかった。
UEFA EURO 2008に臨むスイス代表のメンバーに選ばれた。8月20日のキプロスとの親善試合に出場しスイス代表初キャップ。2010 FIFAワールドカップ・ヨーロッパ予選でも2試合にベンチ入りしたが、出場機会はなかった。
2008年10月、家庭上の理由でスイス代表からの引退を表明した。